# Дурм, Эрик
Э́рик Дурм (нем. Erik Durm; род. 12 мая 1992, Пирмазенс) — немецкий футболист, крайний защитник. Чемпион мира 2014 года в составе сборной Германии.

## Клубная карьера
Эрик родился в Пирмазенсе. Футболом он начал заниматься в 5 лет в академии клуба «Эшвайлер».
В 2008 году Дурм перешёл в юношескую команду клуба «Саарбрюккен», где стал лучшим бомбардиром молодёжной лиги, забив 13 мячей. В июле 2010 года футболист продолжил свою юношескую карьеру в клубе «Майнц 05», где стал обладателем Юношеского Кубка Германии сезона 2010/11. В составе этой команды Эрик вышел на поле только один раз — 4 декабря 2010 года в матче против «Эльферсберга» в рамках Региональной лиги.
В сезоне 2011/12 футболисту удалось получить место в основном составе. За первые 10 матчей он отметился семью голами. В итоге Эрик забил 9 мячей в первой половине чемпионата, и 4 — во второй. В это же время им заинтересовались «Майнц 05»[уточнить] и дортмундская «Боруссия». Футболист предпочел отправиться в Дортмунд.
В сезоне 2012/13 Дурм подписал контракт с «Боруссией» до июня 2014 года. Он был отправлен в резервную команду, выступавшую тогда в Третьей лиге Германии. Дебют Эрика в новом клубе состоялся 21 июня 2012 года в матче против «Оснабрюка».
В начале сезона 2013/14 Дурм был включен в состав первой команды «Боруссии». 10 августа 2013 года он появился на поле в матче Бундеслиги на 87 минуте вместо Роберта Левандовского. Дебют Эрика в Лиге чемпионов состоялся в матче с французским «Марселем».
13 июля 2018 года Дурм перешёл в английский клуб «Хаддерсфилд Таун» за неразглашённую по обоюдному согласию сумму, подписав с клубом годичный контракт с опцией продления ещё на один сезон.

## Карьера в сборной
В мае 2011 года Дурм дебютировал в составе юношеской сборной Германии (до 19 лет) в матче против сборной Венгрии, где Эрик отметился двумя голами.
13 августа 2013 года Дурм сыграл первый матч за молодёжную команду Германии до 21 года в поединке против французской молодёжной команды. Встреча закончилась со счётом 0:0.
В составе основной сборной Эрик стал победителем чемпионата мира 2014 года в Бразилии, хотя на поле ни разу не вышел.

## Достижения
«Боруссия» (Дортмунд)
- Обладатель Суперкубка Германии (2): 2013, 2014

«Айнтрахт» (Франкфурт)
- Победитель Лиги Европы УЕФА: 2021/22

Сборная Германии
- Чемпион мира (1): 2014